# Comuna Vânători, Galați

Vânători este o comună în județul Galați, Moldova, România, formată din satele Costi, Odaia Manolache și Vânători (reședința).
Comuna este situată în partea de sud-est a județului Galați, fiind limitrofă municipiului Galați, cu care se învecinează în partea de sud. în partea de vest se învecinează cu teritoriul comunei Smârdan, la nord cu teritoriul comunei Tulucești, iar la sud-est cu teritoriul municipiului Galați. Comuna cuprinde satele Vînători, Odaia Manolache și Costi.
Din punct de vedere al vechimii comuna Vînători este relativ tânăra, satele componente, mai vechi sau mai noi, făcând parte mult timp din comunele învecinate.
Deși teritoriul comunei Vînători a fost locuit încă din preistorie, mărturiile arheologice stând dovadă în acest sens, documentele de atestare a localităților componente sunt de dată mai recentă, din epoca medievală și modernă.
Conform recensământului din 2011, comuna Vânători are o populație de 4864 de locuitori.

## Istoric
În anul 1879 a luat ființă satul Foltanul (actualul sat Vînători) care se arondează comunei Tulucești. Foltanul este un apelativ „ dat satului Vînători, după numele unor foltane mari de spini pline cu iepuri și dropii, unde veneau vânătorii din orașul Galați”. Cetățenii împroprietăriți aici sunt din Odaia Manolache, satul Costi, Barboși, Galați, Tulucești, aici  mutându-se și populația din satul Fântânele.
În anul 1887 Odaia lui Manolache și Vînători intrau în componența comunei Tulucești din plasa Horincea-Prut. Până în anul 1931 cele două sate au făcut parte din comuna Tulucești.
În anul 1943 comuna Vînători, cu satele Vînători și Odaia Manolache, făcea parte din plasa Independența.
În prezent comuna cuprinde satele Vînători, Odaia Manolache și Costi.

## Demografie
Componența etnică a comunei Vânători
     Români (90,1%)
     Alte etnii (0,46%)
     Necunoscută (9,44%)
Componența confesională a comunei Vânători
     Ortodocși (87,15%)
     Alte religii (2,3%)
     Necunoscută (10,55%)
Conform recensământului efectuat în 2021, populația comunei Vânători se ridică la 6.926 de locuitori, în creștere față de recensământul anterior din 2011, când fuseseră înregistrați 4.864 de locuitori. Majoritatea locuitorilor sunt români (90,1%), iar pentru 9,44% nu se cunoaște apartenența etnică. Din punct de vedere confesional, majoritatea locuitorilor sunt ortodocși (87,15%), iar pentru 10,55% nu se cunoaște apartenența confesională.

## Politică și administrație
Comuna Vânători este administrată de un primar și un consiliu local compus din 15 consilieri. Primarul, Costel Manolachi[*], de la Partidul Social Democrat, este în funcție din octombrie 2020. Începând cu alegerile locale din 2024, consiliul local are următoarea componență pe partide politice:
|  | Partid                          | Consilieri | Componența Consiliului | Componența Consiliului | Componența Consiliului | Componența Consiliului | Componența Consiliului | Componența Consiliului | Componența Consiliului | Componența Consiliului | Componența Consiliului | Componența Consiliului |
|  | ------------------------------- | ---------- | ---------------------- | ---------------------- | ---------------------- | ---------------------- | ---------------------- | ---------------------- | ---------------------- | ---------------------- | ---------------------- | ---------------------- |
|  | Partidul Social Democrat        | 10         |                        |                        |                        |                        |                        |                        |                        |                        |                        |                        |
|  | Alianța Dreapta Unită           | 2          |                        |                        |                        |                        |                        |                        |                        |                        |                        |                        |
|  | Partidul Național Liberal       | 2          |                        |                        |                        |                        |                        |                        |                        |                        |                        |                        |
|  | Alianța pentru Unirea Românilor | 1          |                        |                        |                        |                        |                        |                        |                        |                        |                        |                        |

## Cultură
Biblioteca a fost înființată în perioada 1963-1965. În anii 1965-1973 a funcționat în casa cetățeanului Micu Mircea, iar din 1973 până în prezent în incinta Căminului Cultural. Biblioteca are 2 săli cu aproximativ 60 m², în ultimii ani achiziționându-se peste 1200 documente. Astfel biblioteca a ajuns să aibă la începutul anului 2009 un număr de 9603 documente, numărul utilizatorilor activi fiind de 305, iar frecvența totală a vizitelor în bibliotecă fiind de 3325. Având în vedere că 80% dintre utilizatori sunt elevi, ponderea documentelor achiziționate revine celor destinate lecturilor școlare.